# Big Kap
Big Kap (né Keith Carter) était un disc jockey de hip-hop américain, qui est né en 1970 à New York. Il est bien connu pour l'album de 1999 The Tunnel. Il est mort dans sa ville natale en raison d'une crise cardiaque le 3 février 2016. Il avait 45 ans au moment de sa mort.